# 所沢市民体育館
所沢市民体育館（ところざわしみんたいいくかん）は、埼玉県所沢市並木に所在する体育館である。
彩の国まごころ国体バレーボール競技の会場として2001年に着工され、2004年に竣工された。現在はプロバスケットボールB3.LEAGUE・さいたまブロンコスのホームアリーナとして使用される他、各種競技会が催されている。2005年度グッドデザイン賞受賞。

## 施設概要

### メインアリーナ棟
- アリーナ面積3,360m2（80m×42m）
- 観客席：4,308席（固定席2,352席・可動席1,920席・車椅子席36席）
- バレーボール4面
- バスケットボール3面
- バドミントン16面
- 卓球36面
- ソフトテニス4面

### サブアリーナ棟
- アリーナ面積768m2（32m×24m）
- 観客席112席（固定席106席・車椅子席6席）
- 卓球室 426.9m2
- トレーニング室 423.1m2
- 幼児体育室 40.9m2
- 多目的体育室 281.6m2
- 会議室1 190.4m2
- 会議室2 102.7m2

## 交通アクセス
- 西武新宿線新所沢駅東口から徒歩7分

### 周辺
- 所沢市立美原小学校
- 所沢市立美原中学校
- 埼玉県立所沢北高等学校
- セブン-イレブン所沢市民体育館前店
- 国立障害者リハビリテーションセンター

## 参考資料
- Lighting of Tokorozawa Municipal Gymnasium（所沢市民体育館の照明データシート）雨具雄一著（2005年9月1日）CiNii国立情報学研究所